# Torpedowce typu Søridderen
Torpedowce typu Søridderen – duńskie torpedowce z początku XX wieku i okresu międzywojennego, konstrukcji brytyjskiej. W latach 1910–1911 w stoczniach Yarrow Shipbuilders w Glasgow i Burmeister & Wain w Kopenhadze zbudowano trzy okręty tego typu. Jednostki weszły w skład Kongelige Danske Marine w 1911 roku, a skreślono je z listy floty w 1937 roku.

## Projekt i budowa
Po zbudowaniu na licencji Normanda w kopenhaskiej stoczni Orlogsværftet w 1907 roku torpedowca „Ormen”, dowództwo duńskiej marynarki zdecydowało o zamówieniu za granicą dwóch kolejnych typów torpedowców, dla porównania w stoczniach niemieckich i brytyjskich. Prototyp drugiego z nich - „Søridderen” - zamówiono w Wielkiej Brytanii, a dwie pozostałe jednostki zbudowano już w kraju. Ten typ okrętów okazał się lepszy od zamówionych w tym samym czasie w Niemczech jednostek typu Tumleren, mając lepszą dzielność morską, jednak budowa kolejnych torpedowców została zarzucona z przyczyn finansowych .
Poza „Søridderenem”, zbudowanym w brytyjskiej stoczni Yarrow w Glasgow, dalsze dwa okręty powstały w stoczni Burmeister & Wain w Kopenhadze. Stępki okrętów położono w 1910 roku, a zwodowane zostały w roku 1911 .
| Okręt         | Oznaczenie burtowe           | Stocznia          | Początek budowy | Wodowanie | Wejście do służby |
| ------------- | ---------------------------- | ----------------- | --------------- | --------- | ----------------- |
| „Søridderen”  | 1920: 16, 1923: D1, 1929: O1 | Yarrow            | 1910            | 1911      | 1911              |
| „Flyvefisken” | 1920: 15, 1923: D2, 1929: O2 | Burmeister & Wain | 1910            | 1911      | 1911              |
| „Søulven”     | 1920: 14, 1923: D3, 1929: O3 | Burmeister & Wain | 1910            | 1911      | 1911              |

## Dane taktyczno-techniczne
Okręty typu Søridderen były torpedowcami o długości całkowitej 55,4 metra, szerokości 5,49 metra i zanurzeniu 1,95 metra . Wyporność normalna wynosiła 240 ton, a pełna 295 ton . Siłownię okrętów stanowiła turbina parowa o mocy 5000 KM, napędzająca jedną śrubę, do której parę dostarczały dwa kotły typu Yarrow. Okręt budowany w Wielkiej Brytanii miał turbinę Curtis, a budowane w Danii – produkcji Burmeister & Wain. Wśród duńskich torpedowców wyróżniała je sylwetka z dwoma umieszczonymi blisko siebie cienkimi pochyłymi kominami. Prędkość maksymalna okrętów wynosiła 27,5 węzła. Okręty zabierały zapas 43 ton węgla.
Okręty wyposażone były w pięć pojedynczych wyrzutni torped kalibru 450 mm: jedną stałą na dziobie i cztery na pokładzie (po dwie na każdej z burt) . Uzbrojenie artyleryjskie stanowiły dwa pojedyncze działa pokładowe kalibru 75 mm M07 L/52 .
Załoga pojedynczego okrętu składała się z 33 oficerów, podoficerów i marynarzy .

## Służba
Torpedowce typu Søridderen weszły do służby w Kongelige Danske Marine w 1911 roku . Wszystkie jednostki zostały skreślone z listy floty w 1937 roku.